# Solenn Pasturel
Solenn Monique Pasturel (* 8. Januar 1979 in Jersey) ist eine für England startende Badmintonspielerin aus Jersey. 

## Karriere
Solenn Pasturel siegte 2004 bei den Estonian International im Damendoppel mit Kati Tolmoff. Bei den Greece International 2008 wurde sie Dritte, bei den Slovenia International 2010 Fünfte im Dameneinzel. 2008 nahm sie an den Commonwealth Games teil.

## Sportliche Erfolge
| Saison | Veranstaltung           | Disziplin   | Platz | Name                           |
| ------ | ----------------------- | ----------- | ----- | ------------------------------ |
| 2004   | Estonian International  | Damendoppel | 1     | Kati Tolmoff / Solenn Pasturel |
| 2008   | Greece International    | Dameneinzel | 3     | Solenn Pasturel                |
| 2010   | Slovenian International | Dameneinzel | 5     | Solenn Pasturel                |